# Request for quotation
Une request for quotation (ou RFQ ou demande de prix, aussi appelé consultation) est un dossier demandé par une entreprise à plusieurs fournisseurs potentiels préalablement identifiés, sur les estimations des coûts qui seront engendrés pour la réalisation d'un nouveau produit, ou d'une prestation de service.
Les appels d'offres sont mieux adaptés aux produits et services aussi standardisés et standardisés que possible, car cela rend le devis de chaque fournisseur comparable. En pratique, de nombreuses entreprises utilisent un RfQ alors qu'un RfT ou un RfI serait plus approprié.
Un RfQ permet à différents entrepreneurs de fournir un devis, parmi lesquels le meilleur sera sélectionné. Cela rend également le potentiel d'appel d'offres beaucoup plus élevé, car les fournisseurs pourraient être tout à fait certains qu'ils ne sont pas les seuls à soumissionner pour les produits.
Les demandes de devis sont les plus couramment utilisées dans l'environnement des affaires, mais peuvent également être appliquées aux marchés nationaux.